# Nassella
Nassella, biljni rod iz porodice trava (Poacea), smješten u tribus Stipeae.
Pripada mu 114 vrsta raširenih po obje Amerike. Neke vrste uvezene su u Europu, Afriku i Australiju, a jedna i u Hrvatsku, to je Nassella neesiana.

## Vrste
1. Nassella airoides (Ekman) Barkworth
2. Nassella ancoraimensis F.Rojas
3. Nassella arcaensis (Speg.) Torres
4. Nassella arcuata (R.E.Fr.) Torres
5. Nassella arechavaletae (Speg.) Barkworth
6. Nassella argentinensis (Speg.) Peñail.
7. Nassella asplundii Hitchc.
8. Nassella ayacuchensis (Tovar) Barkworth
9. Nassella barbinodis (Phil.) Muñoz-Schick, Ciald. & Morrone
10. Nassella brachychaetoides (Speg.) Barkworth
11. Nassella brachyglumis (F.A.Roig) Ciald.
12. Nassella brachyphylla (Hitchc.) Barkworth
13. Nassella brasiliensis (A.Zanin & Longhi-Wagner) Peñail.
14. Nassella burkartii (Torres) Barkworth & Torres
15. Nassella cabrerae Torres
16. Nassella caespitosa Griseb.
17. Nassella carettei (Hauman) Torres
18. Nassella catamarcensis Torres
19. Nassella cernua (Stebbins & Á.Löve) Barkworth
20. Nassella chaparensis F.Rojas
21. Nassella charruana (Arechav.) Barkworth
22. Nassella chilensis (Trin.) É.Desv.
23. Nassella coquimbensis (Matthei) Peñail.
24. Nassella cordobensis (Speg.) Barkworth
25. Nassella crassiflora (Roseng. & Arrill.) Barkworth
26. Nassella curamalalensis (Speg.) Barkworth
27. Nassella depauperata (Pilg.) Barkworth
28. Nassella duriuscula (Phil.) Barkworth
29. Nassella elata (Speg.) Torres
30. Nassella entrerriensis (Burkart) Peñail.
31. Nassella fabrisii Torres
32. Nassella famatinensis Torres
33. Nassella filiculmis (Delile) Barkworth
34. Nassella formicarum (Delile) Barkworth
35. Nassella gibba (Phil.) Muñoz-Schick
36. Nassella gigantea (Steud.) Muñoz-Schick
37. Nassella glabripoda Torres
38. Nassella hirtifolia (Hitchc.) Barkworth
39. Nassella holwayii (Hitchc.) Barkworth
40. Nassella huallancaensis (Tovar) Barkworth
41. Nassella hunzikeri (Caro) Barkworth
42. Nassella hyalina (Nees) Barkworth
43. Nassella ibarrensis (Kunth) Laegaard
44. Nassella inconspicua (J.Presl) Barkworth
45. Nassella juergensii (Hack.) Barkworth
46. Nassella karstenii (Hitchc.) Peñail.
47. Nassella lachnophylla (Trin.) Barkworth
48. Nassella laevissima (Phil.) Barkworth
49. Nassella lepida (Hitchc.) Barkworth
50. Nassella leptocoronata (Roseng. & Arill.) Barkworth
51. Nassella leptothera (Speg.) Torres
52. Nassella leucotricha (Trin. & Rupr.) Pohl
53. Nassella ligularis (Griseb.) Barkworth & Torres
54. Nassella linearifolia (E.Fourn.) R.W.Pohl
55. Nassella longicoronata (Roseng. & B.R.Arrill.) Barkworth
56. Nassella longiglumis (Phil.) Barkworth
57. Nassella macrathera (Phil.) Barkworth
58. Nassella macrotricha (F.A.Roig) Ciald.
59. Nassella manicata (É.Desv.) Barkworth
60. Nassella melanosperma (J.Presl) Barkworth
61. Nassella mexicana (Hitchc.) Pohl
62. Nassella meyeniana (Trin. & Rupr.) Parodi
63. Nassella meyeri Torres
64. Nassella mucronata (Kunth) Pohl
65. Nassella nardoides (Phil.) Barkworth
66. Nassella neesiana (Trin. & Rupr.) Barkworth
67. Nassella nidulans (Mez) Barkworth
68. Nassella niduloides (Caro) Barkworth
69. Nassella novari Torres
70. Nassella nubicola (Speg.) Torres
71. Nassella nutans (Hack.) Barkworth
72. Nassella pampagrandensis (Speg.) Barkworth
73. Nassella pampeana (Speg.) Barkworth
74. Nassella paramilloensis (Speg.) Torres
75. Nassella parodii (Matthei) Barkworth
76. Nassella parva Torres
77. Nassella pauciciliata (Roseng. & Izag.) Barkworth
78. Nassella pfisteri (Matthei) Barkworth
79. Nassella philippii (Steud.) Barkworth
80. Nassella pittieri (Hitchc.) Peñail.
81. Nassella planaltina (A.Zanin & Longhi-Wagner) Peñail.
82. Nassella poeppigiana (Trin. & Rupr.) Barkworth
83. Nassella pseudopampagrandensis (Caro) Barkworth
84. Nassella psittacorum (Speg.) Peñail.
85. Nassella pubiflora (Trin. & Rupr.) É.Desv.
86. Nassella pulchra (Hitchc.) Barkworth
87. Nassella punensis Torres
88. Nassella pungens É.Desv.
89. Nassella quinqueciliata (Roseng. & Izag.) Barkworth & Torres
90. Nassella ragonesei Torres
91. Nassella rhizomata (A.Zanin & Longhi-Wagner) Peñail.
92. Nassella rosengurtii (Chase) Barkworth
93. Nassella rupestris (Phil.) Torres
94. Nassella sanluisensis (Speg.) Barkworth
95. Nassella sellowiana (Nees ex Trin. & Rupr.) Peñail.
96. Nassella smithii (Hitchc.) Barkworth
97. Nassella soukupii (Tovar) Barkworth
98. Nassella spegazzinii (Arechav.) Barkworth
99. Nassella stuckertii (Hack.) Barkworth
100. Nassella subnitida (Roseng. & Arrill.) Barkworth
101. Nassella tenuiculmis (Hack.) Peñail.
102. Nassella tenuis (Phil.) Barkworth
103. Nassella tenuissima (Trin.) Barkworth
104. Nassella torquata (Speg.) Barkworth
105. Nassella trachyphylla Henrard
106. Nassella trichotoma (Nees) Hack. ex Arechav.
107. Nassella tucumana (Parodi) Torres
108. Nassella uspallatensis (Speg.) Torres
109. Nassella vallsii (A.Zanin & Longhi-Wagner) Peñail.
110. Nassella vargasii (Tovar) Peñail.
111. Nassella ventanicola (Cabrera & Torres) Barkworth
112. Nassella viridula (Trin.) Barkworth
113. Nassella wurdackii (Tovar) Barkworth
114. Nassella yaviensis Torres